# Televisión Nacional de Chile Red Valparaíso
Televisión Nacional de Chile Red Valparaíso, o simplemente TVN Valparaíso, es una de las filiales regionales de Televisión Nacional de Chile, que transmite en la Región de Valparaíso, Chile.
Ofrece programación local y publicidad en las desconexiones nacionales de Televisión Nacional de Chile, destacando el noticiero central, emitiendo 25 minutos de noticias luego de 24 Horas Central, aproximadamente a las 22:00 horas.

## Historia
La instalación de la filial regional, cuyas transmisiones comenzaron el 15 de agosto de 1991, fue producto del proyecto de regionalización que inició Televisión Nacional de Chile en 1969 con la creación de la Red Austral, con sede en Punta Arenas. El proyecto regional liderado por Diego Portales Cifuentes buscó crear oficinas regionales a partir de las propias señales locales de TVN utilizadas subrepticiamente por algunos gobiernos regionales para su uso. Con el retorno a la democracia y la voluntad de parte de las nuevas autoridades del canal de poseer un canal plural, abierto a la comunidad y autónomo del gobierno de turno, se inició un plan de implementación de oficinas regionales que pudieran en el corto plazo emitir noticiarios regionales y producción local diferenciada de la red nacional. Para ello TVN contrató periodistas, productores, camarógrafos y realizadores audiovisuales que pudieran producir esta programación local, y en una segunda etapa la transformación de estas oficinas en centros regionales con la capacidad de comercializar los espacios publicitarios disponibles que dejaba la red nacional en regiones y los auspicios de los programas regionales.[cita requerida]
El primer director de TVN Red Valparaíso fue Rodrigo Reyes Sangermani, a quien le correspondió desde 1993 hasta 2008 consolidar el proyecto en la región iniciado 3 años antes. Desde sus inicios, la misión de TVN Red Valparaíso ha sido entregar las noticias a los televidentes de la región. De esta manera, el único programa que sigue sus transmisiones ininterrumpidamente ha sido 24 Horas Red Valparaíso. También ha realizado programas en consorcio con otras filiales locales de Televisión Nacional de Chile.
Durante la contienda electoral de 2005, el 18 de mayo de ese año se realizó en Valparaíso el único debate regional de cara a las elecciones primarias de la Concertación, en las cuales se elegiría a su candidata presidencial. En él se enfrentaron las candidatas Soledad Alvear (Partido Demócrata Cristiano) y Michelle Bachelet (Partido Socialista y Partido por la Democracia). TVN Red Valparaíso, al igual que Canal 13 Valparaíso (la filial regional de Canal 13), transmitieron el evento. A los pocos días de ocurrido el evento, Soledad Alvear se retiró de la campaña, por lo que Michelle Bachelet quedó automáticamente nominada como candidata de la Concertación para la presidencia de Chile.
En septiembre de 2007, Televisión Nacional de Chile anunció un concurso público para diseñar los nuevos edificios corporativos de las sedes regionales del canal. Con esto, las sedes regionales de TVN para la zona central tendrían la misma línea arquitectónica, característica de la zona geográfica.

Tras la crisis que sufrió Televisión Nacional de Chile durante 2015, el directorio del canal decidió suspender, al igual que en el resto de los centros regionales, la emisión del noticiario regional del mediodía a partir del 4 de enero de 2016. A partir de 2018 la emisión de 24 Horas Red Valparaíso se puede ver a través del fan page de Facebook, la señal para la región se puede ver además en el canal 16 de la cableoperadora VTR.
En diciembre de 2020, comenzó sus transmisiones en HD en el canal 12.1 de la TDT para el conurbano del Gran Valparaíso y desde el 18 de enero de 2021, su noticiero regional comenzó a emitirse en alta definición.